# Hans von Blixen-Finecke Jr.
Barão Hans "Moppe" Gustaf Nils Fredrik Bror von Blixen-Finecke, Jr (Linköping, 20 de julho de 1916 -  16 de fevereiro de 2005) foi um ginete e oficial sueco, bicampeão olímpico. 

## Carreira
Hans von Blixen-Finecke, Jr. representou seu país nos Jogos Olímpicos de 1952, na qual conquistou a medalha de ouro no CCE por equipes, e no individual. 